# Baldeo
Baldeo é uma cidade e uma nagar panchayat no distrito de Mathura, no estado indiano de Uttar Pradesh.

## Geografia
Baldeo está localizada a 27° 25′ N, 77° 49′ L. Tem uma altitude média de 176 metros (577 pés).

## Demografia
Segundo o censo de 2001, Baldeo tinha uma população de 9695 habitantes. Os indivíduos do sexo masculino constituem 54% da população e os do sexo feminino 46%. Baldeo tem uma taxa de literacia de 63%, superior à média nacional de 59.5%; com 64% para o sexo masculino e 36% para o sexo feminino. 17% da população está abaixo dos 6 anos de idade.